# Eemsmond
Eemsmond este o comună în provincia Groningen, Țările de Jos. 

## Localități componente
Eemshaven, Eppenhuizen, Kantens, Oldenzijl, Oosteinde, Oosternieland, Oudeschip, Roodeschool, Rottum, Startenhuizen, Stitswerd, Uithuizen, Uithuizermeeden, Usquert, Warffum, Zandeweer.